# العلاقات الإريترية الجنوب سودانية
العلاقات الإريترية الجنوب سودانية هي العلاقات الثنائية التي تجمع بين إريتريا وجنوب السودان.

## مقارنة بين البلدين
هذه مقارنة عامة ومرجعية للدولتين:
| وجه المقارنة                                              | إريتريا                                      | جنوب السودان                  |
| --------------------------------------------------------- | -------------------------------------------- | ----------------------------- |
| المساحة (كم2)                                             | 117.60 ألف                                   | 619.75 ألف                    |
| عدد السكان (نسمة)                                         | 6.33 مليون                                   | 12.58 مليون                   |
| الكثافة السكانية (ن./كم²)                                 | 53.83                                        | 20.3                          |
| العاصمة                                                   | أسمرة                                        | جوبا                          |
| اللغة الرسمية                                             | اللغة التغرينية، اللغة العربية، لغة إنجليزية | لغة إنجليزية                  |
| العملة                                                    | ناكفا                                        | جنيه جنوب سوداني، جنيه سوداني |
| الناتج المحلي الإجمالي (بليون دولار)                      | 2.61 مليار                                   | 2.90 مليار                    |
| الناتج المحلي الإجمالي (تعادل القوة الشرائية) بليون دولار |                                              | 22.88 مليار                   |
| الناتج المحلي الإجمالي الاسمي للفرد دولار أمريكي          |                                              | 73                            |
| الناتج المحلي الإجمالي للفرد دولار أمريكي                 |                                              | 2.02 ألف                      |
| مؤشر التنمية البشرية                                      | 0.391                                        | 0.467                         |
| رمز المكالمات الدولي                                      | +291                                         | +211                          |
| رمز الإنترنت                                              | .er                                          | .ss                           |
| المنطقة الزمنية                                           | ت ع م+03:00                                  | ت ع م+03:00                   |

## منظمات دولية مشتركة
يشترك البلدان في عضوية مجموعة من المنظمات الدولية، منها:
| علم المنظمة | اسم المنظمة                        | تاريخ انضمام إريتريا | تاريخ انضمام جنوب السودان |
| ----------- | ---------------------------------- | -------------------- | ------------------------- |
|             | مؤسسة التمويل الدولية              | 11 أكتوبر 1995       | 18 أبريل 2012             |
|             | البنك الإفريقي للتنمية             | ?                    | ?                         |
|             | الاتحاد الدولي للاتصالات           | 6 أغسطس 1993         | 3 أكتوبر 2011             |
|             | يونسكو                             | 2 سبتمبر 1993        | 27 أكتوبر 2011            |
|             | الأمم المتحدة                      | 28 مايو 1993         | 14 يوليو 2011             |
|             | منظمة الشرطة الجنائية الدولية      | ?                    | ?                         |
|             | البنك الدولي للإنشاء والتعمير      | 6 يوليو 1994         | 18 أبريل 2012             |
|             | الاتحاد البريدي العالمي            | ?                    | ?                         |
|             | مؤسسة التنمية الدولية              | 6 يوليو 1994         | 18 أبريل 2012             |
|             | الاتحاد الأفريقي                   | ?                    | ?                         |
|             | وكالة ضمان الاستثمار متعدد الأطراف | 10 سبتمبر 1996       | 18 أبريل 2012             |

## وصلات خارجية
- موقع وزارة الخارجية الجنوب سودانية